# جوزیفین اورجی
جوزیفین اورجی (انگلیسی: Josephine Orji؛ زادهٔ ۸ آوریل ۱۹۷۹) وزنه‌بردار زن پارالمپیک اهل نیجریه است.

وی در مسابقات کشوری و بین‌المللی در مجموع برندهٔ ۱ مدال طلا شده‌است.